# ICQ
Pour les articles homonymes, voir ICQ (homonymie).
 (septembre 2012).
Si vous disposez d'ouvrages ou d'articles de référence ou si vous connaissez des sites web de qualité traitant du thème abordé ici, merci de compléter l'article en donnant les références utiles à sa vérifiabilité et en les liant à la section « Notes et références ».
ICQ est un logiciel freeware de messagerie instantanée, de VoIP et de visioconférence. Le service est actif de 1996 à 2024.
Il fut originellement développé par Mirabilis, société fondée en novembre 1996 par quelques étudiants israéliens.
Le nom ICQ vient de ce que ces trois lettres lues à la suite se prononcent [aj 'sik ju] en anglais, homophone de « I Seek You » (traduction : Je te cherche).
Les utilisateurs d'ICQ, contrairement à la plupart des autres services de messagerie instantanée, sont identifiés par des numéros, appelés User Identification Numbers (UIN). Ceux-ci sont donnés par ordre croissant d'inscription et les nouveaux utilisateurs reçoivent aujourd'hui des numéros à 9 chiffres (au-dessus de 400 millions).
À compter de 2008, il est cependant possible d'utiliser une adresse électronique afin de simplifier l'identification.

## Histoire
Il s'agit du précurseur des systèmes de messagerie instantanée et son apparition constitue une étape importante dans l'interconnexion des utilisateurs d'Internet.
Le service était en effet un bon complément de l'IRC et est plus agréable à utiliser que le courrier électronique pour une conversation rapide.
Outre la discussion en direct, il propose un service de discussion à plusieurs, le transfert de fichiers et l'envoi de messages hors ligne.
ICQ a engendré un engouement certain de la part des internautes, et une effervescence autour du phénomène de la messagerie instantanée. À son lancement, ICQ a véhiculé un état d'esprit particulier de grande liberté, de facilité dans la discussion avec ses proches, mais également dans la rencontre de nouveaux amis. En effet, une des particularités d'ICQ est la possibilité de discuter avec des personnes complètement inconnues, en utilisant la fonctionnalité de recherche de personnes disponibles.
Le service est ensuite devenu la propriété d'AOL, qui a acheté Mirabilis en 1998 et est devenu compatible avec le client d'AOL AIM.
Depuis 2005, avec l'apparition de Skype et l'amélioration de Windows Live Messenger, ICQ semble avoir pris du recul. La messagerie instantanée s'étant banalisée, elle est parfois ressentie comme étant trop intrusive. L'effervescence originelle a peu à peu disparu, et la plupart des utilisateurs souhaitent dorénavant restreindre le cercle de leurs contacts. Ceci peut expliquer la baisse de popularité d'ICQ par rapport aux logiciels concurrents, où il est généralement nécessaire d'inscrire un contact dans une liste avant qu'il puisse dialoguer avec vous.
De plus, ICQ est devenu au fil du temps une « usine à gaz » multipliant les fonctionnalités et augmentant la lourdeur du logiciel, et d'autre part, comme KaZaA, ICQ s'est frotté au modèle économique des logiciels espions installés.[réf. nécessaire] Cependant, ICQ est toujours utilisé par des millions d'utilisateurs à travers le monde[réf. nécessaire].
Le 28 avril 2010, AOL a vendu ICQ pour 187,5 millions de dollars à l’entreprise russe Digital Sky Technologies (devenue par la suite Mail.ru).
Le 21 juillet 2014, ICQ lance son application mobile (iOS et Android) qui permet à ses utilisateurs de rester en contact en s'envoyant des messages texte ou en s'appelant en chats vidéo et appels.
Le 24 mai 2024, ICQ annonce la fin du service pour le 26 juin,.

## Logiciels compatibles
Le protocole utilisé par ICQ est propriétaire et fermé, mais plusieurs autres logiciels que le logiciel client officiel permettent de se connecter au réseau ICQ.
Parmi ceux-ci, on peut compter :
- Adium : Client libre multi-protocole pour Mac OS X, il utilise une partie des API de Pidgin
- All-in-One Messenger multi-multi-protocole pour Mac OS X
- CenterICQ : Logiciel libre multi-protocole en mode texte
- Fire : Client multi-protocole pour Mac OS X
- Pidgin (ex-Gaim) : Logiciel libre multi-protocole pour Linux, Mac OS X, Unix et Windows
- Kopete : Logiciel libre multi-protocole pour Linux, Mac OS X, Unix
- Licq : Logiciel libre multi-protocole
- Miranda IM : Logiciel libre multi-protocole pour Windows
- Miranda NG (fork de Miranda IM) : Logiciel libre multi-protocole pour Windows
- QIP : multi-protocole pour Windows, supporte ICQ, AIM, partiellement Jabber et XIMSS
- Trillian : Client multi-protocole propriétaire pour Windows
- JOscarLib : Bibliothèque Java pour utiliser le protocole OSCAR.

Il est possible de se connecter au réseau ICQ avec un client Jabber en utilisant un transport (passerelle).